# Castelnau-Montratier (commune déléguée)
Pour les articles homonymes, voir Castelnau.
Castelnau-Montratier [kastɛlno mɔ̃ʁatje] est une ancienne commune française située dans le département du Lot, en région Occitanie.
Depuis le 1er janvier 2017, elle est une commune déléguée au sein de la commune nouvelle de Castelnau Montratier-Sainte Alauzie.

## Géographie
Commune située dans le Quercy sur l'ancienne route nationale 659 entre Cahors et Montauban et sur les rivières Lupte ainsi que la Barguelonne qui coule sur la commune.
Située entre Cahors et Montauban, Castelnau-Montratier est bâtie sur un éperon rocheux.

### Communes limitrophes
La commune est limitrophe du département de Tarn-et-Garonne.
|                              | Sainte-Alauzie (Castelnau Montratier-Sainte Alauzie) | Pern                          |
| Sauveterre (Tarn-et-Garonne) | Castelnau-Montratier                                 | Saint-Paul-Flaugnac           |
| Vazerac (Tarn-et-Garonne)    | Molières (Tarn-et-Garonne)                           | Montfermier (Tarn-et-Garonne) |

### Évolution du territoire
De 1793 au 1er janvier 2016, la commune nouvelle de Castelnau Montratier-Sainte Alauzie en lieu et place des communes de Castelnau-Montratier (46063) et de Sainte-Alauzie (46248) devenues déléguées. À partir du 1er janvier 2024, Castelnau Montratier-Sainte Alauzie est renommée en Castelnau*Montratier.

## Toponymie
La localité actuelle a été fondée au XIIIe siècle par Ratier, seigneur de Castelnau (« château neuf » en occitan), qui lui donna son nom de Montratier.
Le nom de famille Ratier d'origine germanique est composé de rad conseil et de hari armée.
Durant la Révolution, la commune porte le nom de Castelnau-la-Montagne.
Ses habitants sont appelés les Castelnaudais.

## Histoire
La commune remplaça une bourgade, établie en contrebas de la colline et détruite par Simon IV de Montfort en 1214 lors de la croisade des Albigeois.
En 1358, Castelnau-Montratier est la base à partir de laquelle le routier Bertucat d'Albret rançonne les territoires du Quercy, jusqu'à Cahors au nord,.
Le 16 avril 1981, un Breguet Br.1050 Alizé de l'aéronavale s'écrase au cours d'une mission à basse altitude, faisant deux victimes.

## Démographie
L'évolution du nombre d'habitants est connue à travers les recensements de la population effectués dans la commune depuis 1793. À partir du 1er janvier 2009, les populations légales des communes sont publiées annuellement dans le cadre d'un recensement qui repose désormais sur une collecte d'information annuelle, concernant successivement tous les territoires communaux au cours d'une période de cinq ans. 
Pour les communes de moins de 10 000 habitants, une enquête de recensement portant sur toute la population est réalisée tous les cinq ans, les populations légales des années intermédiaires étant quant à elles estimées par interpolation ou extrapolation. Pour la commune, le premier recensement exhaustif entrant dans le cadre du nouveau dispositif a été réalisé en 2004,.
En 2014, la commune comptait 1 817 habitants, en évolution de −1,09 % par rapport à 2009 (Lot : +0,05 %, France hors Mayotte : +2,49 %).
| 1793  | 1800  | 1806  | 1821  | 1831  | 1836  | 1841  | 1846  | 1851  |
| ----- | ----- | ----- | ----- | ----- | ----- | ----- | ----- | ----- |
| 3 987 | 4 271 | 4 276 | 4 220 | 4 053 | 4 196 | 4 133 | 4 085 | 4 057 |

| 1856  | 1861  | 1866  | 1872  | 1876  | 1881  | 1886  | 1891  | 1896  |
| ----- | ----- | ----- | ----- | ----- | ----- | ----- | ----- | ----- |
| 4 039 | 4 015 | 4 027 | 3 717 | 3 627 | 3 588 | 3 620 | 3 206 | 3 147 |

| 1901  | 1906  | 1911  | 1921  | 1926  | 1931  | 1936  | 1946  | 1954  |
| ----- | ----- | ----- | ----- | ----- | ----- | ----- | ----- | ----- |
| 2 930 | 2 837 | 2 494 | 2 183 | 2 175 | 2 038 | 2 108 | 2 065 | 2 028 |

| 1962  | 1968  | 1975  | 1982  | 1990  | 1999  | 2004  | 2009  | 2014  |
| ----- | ----- | ----- | ----- | ----- | ----- | ----- | ----- | ----- |
| 1 971 | 1 922 | 1 786 | 1 782 | 1 820 | 1 844 | 1 865 | 1 837 | 1 817 |

## Économie
L'économie de la commune est essentiellement tournée vers l'agriculture (melons et vins) et le tourisme.
- Coteaux-du-quercy (AOVDQS).

## Culture locale et patrimoine

### Lieux et monuments
- L'église Saint-Martin de Castelnau-Montratier.
- Église Saint-Georges de Russac. L'édifice est inscrit au titre des monuments historiques en 1925[12].
- Château de Castelnau-Montratier inscrit au titre des monuments historiques en 1924[13].
- Truque de Maurélis. Motte castrale située sur un pech dominant la petite vallée de la Barguelonne à 1,5 km au nord. Au début du Xe siècle on construit une forte tour de pierre de 12 × 10 m, qui est aussitôt emmottée. Le tertre recouvre l'emplacement d'une construction en bois datant de l'époque carolingienne ceinturé d'un fossé. Les archéologues ont estimé qu'il a fallu 25 000 tonnes de matériaux afin de créer le tertre artificiel de 30 × 40 m au sol et de 8,50 m environ de hauteur. Le site était défendu par trois fossés successifs. Le château est abandonné vers 1030-1040[14].
- Motte (les cluzels) sur un éperon dominant la rive droite de la vallée de la Lupte. Un poste de guet creusé dans le haut de la falaise est situé sous le rempart. Au pied de la motte, sur une plateforme, ont été aménagés deux ensembles troglodytiques. Le tout a probablement été utilisé entre le milieu du XIe et le début du XIIIe siècle. En 1274, les registres de l'inquisition mentionnent la dénonciation par une infirmière de Cordes (Tarn), Arnaude Delrasa, d'un malade qui prétend avoir vu « trois belles hérétiques dans un clusellum à Castelnau-Montratier encorue qualifié de domus »[15].
- Motte de Toublanc. La motte artificielle, située sur un point culminant du plateau, a un diamètre à la base d'une cinquantaine de mètres et une hauteur de quatre mètres. Elle aurait été surmontée d'une petite tour de pierre. À côté de la butte, vers le sud-est, une cavité creusé dans le tuf, pourrait correspondre à une citerne souterraine[15].
- Hôtel de ville de Castelnau-Montratier inscrit au titre des monuments historiques en 1971[16].
- Ruines gallo-romaines du Souquet inscrites au titre des monuments historiques en 2000[17].

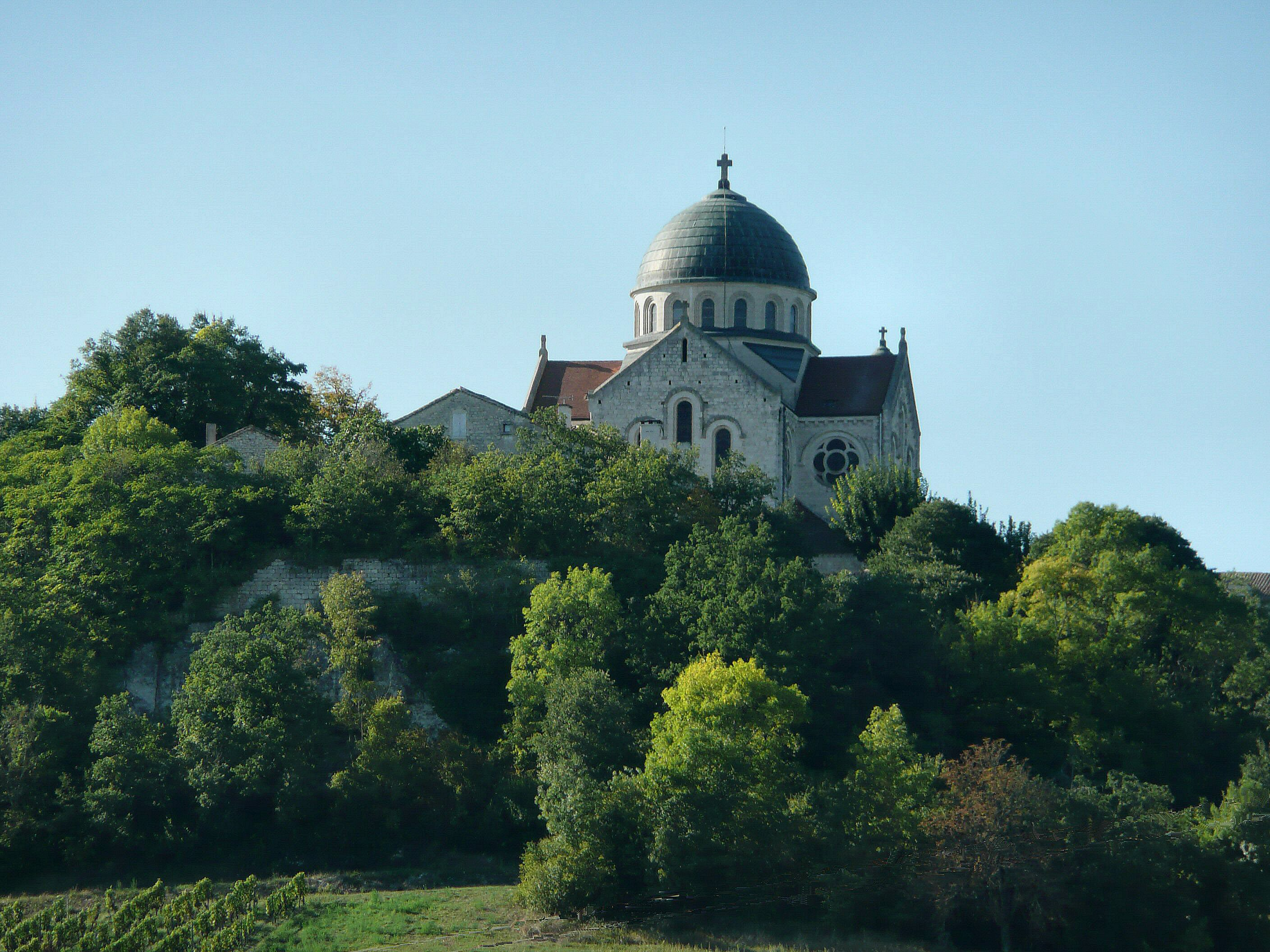
L'église Saint-Martin.
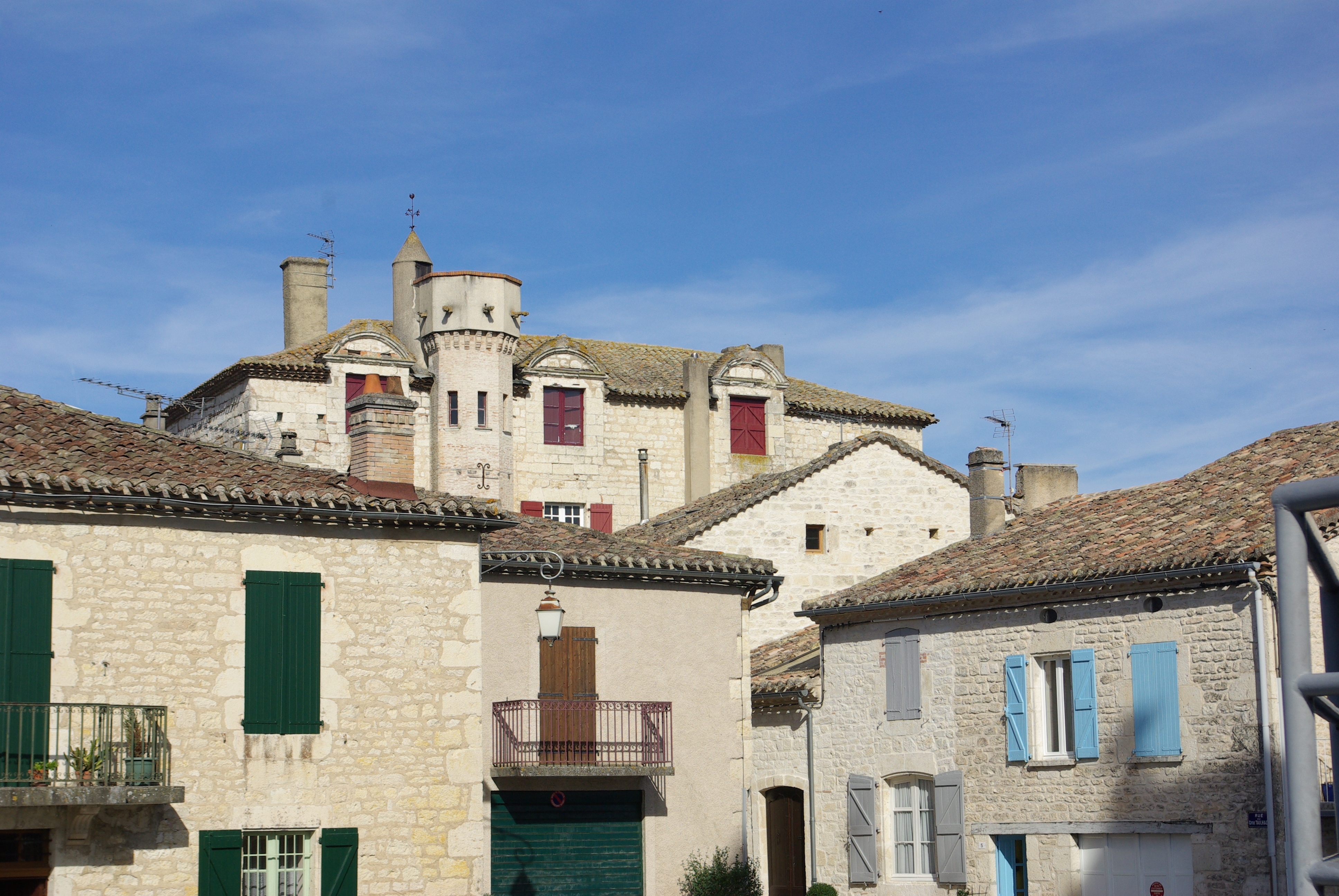
Château de Castelnau-Montratier.
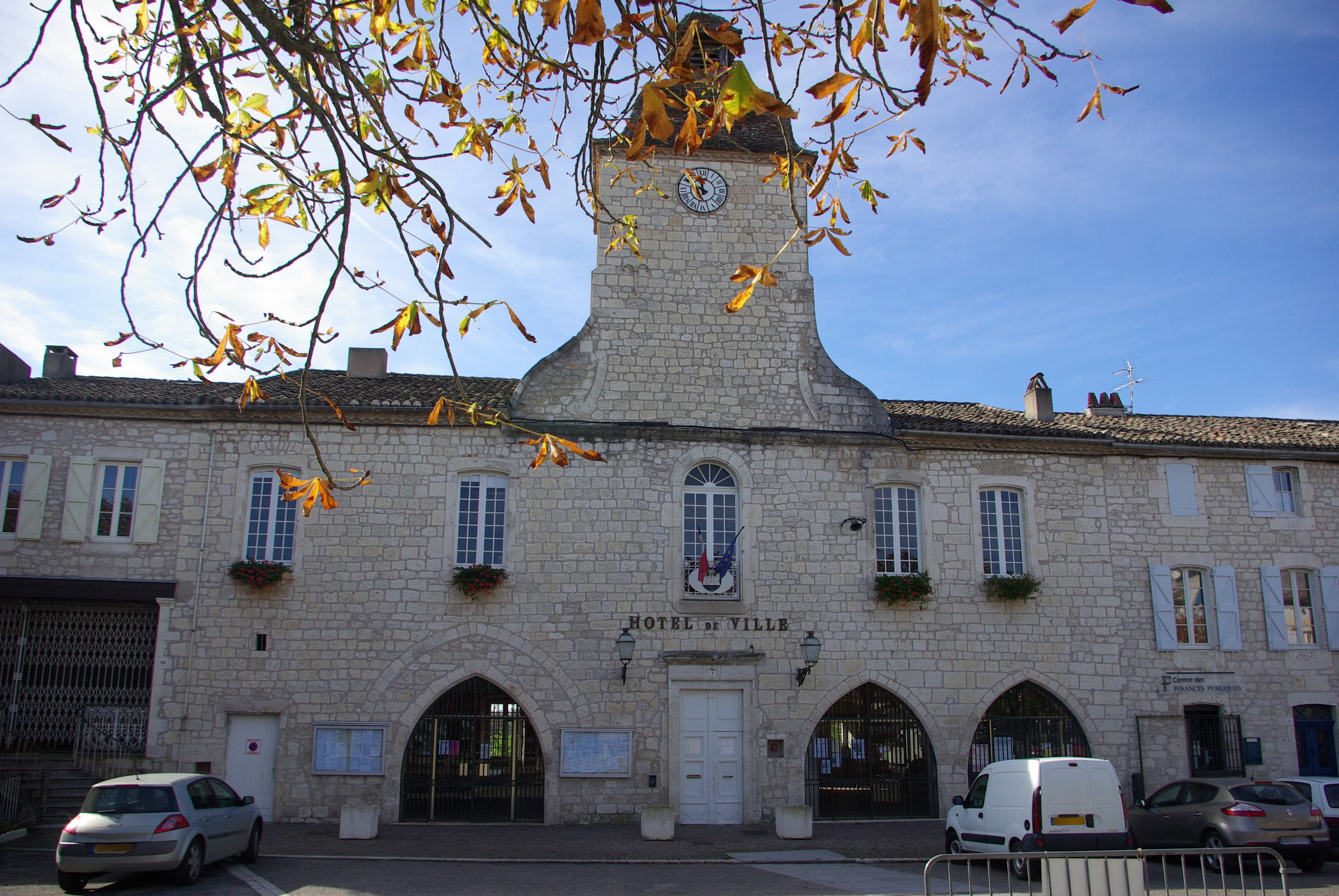
L'hôtel de ville.

### Personnalités liées à la commune
- Bérenger de Roquefeuil : il prétendit que les habitants de Castelnau-Montratier abusaient de la coutume qui dispensait du droit de leude toute marchandise apportée au marché qui ne dépassait pas un quarton, en n’y apportant que des quartons et il ordonna à des arbalétriers d’aller pendant la nuit à Castelnau briser les mesures de pierre. Les habitants en vinrent aux mains avec les archers qui prirent la fuite[18],[19]. Son intransigeance poussa la population de Castelnau-Montratier à la révolte et il envoya une petite bande armée ramener ces « vilains subjets » à la raison. Les insurgés malmenèrent sa poignée de soldats et il intenta une action en justice devant le parlement de Toulouse qui démontra l’iniquité de ses prétentions et en 1493, devant la menace de confiscation de ses biens, il se soumit au verdict du procès[20] et il dut reconnaître publiquement ses torts au cours d’une humiliante cérémonie[21].
- André Chaten, poète du XIXe siècle qui vécut au hameau de Moussur.
- Anatole de Monzie fut conseiller général du canton de Castelnau-Montratier.
- André Chanet.
- Géraud III de Gourdon.
- Simone Lurçat (1915-2009), épouse du peintre et tapissier Jean Lurçat et gestionnaire de ses œuvres, est née dans la commune.

### Héraldique
Le blasonnement en est : « De sable, à une porte d'argent accompagnée en chef de trois tours de même. »